# Txell Sust
Meritxell Sust i Vela, coneguda pel nom artístic de Txell Sust, (Mataró, 1971) és una cantant catalana. Té un repertori que inclou diferents estils, entre ells el pop, el jazz, el blues i el funk.

## Trajectòria professional
Nascuda a Mataró el 1971, la seva relació amb la música comença amb els seus avis paterns, artistes de vocació, encara que no s'hi dedicaven professionalment. Als 19 anys va començar amb un grup de pop a la seva ciutat natal, anomenat Dressed in Blue.
Des dels seus inicis es va moure amb comoditat amb el jazz i el pop. La inquietud per la música la va portar a formar part de diverses bandes amb les quals va créixer musicalment, juntament amb cursos en el taller de Músics de Barcelona, classes particulars amb Joana Banyeres de Mariola, cursos de teatre a l'Aula de Teatre de Mataró, i molta curiositat i passió. En paral·lel a la gravació de maquetes de les seves cançons, va col·laborar en projectes com gravar publicitat per a ràdio i televisió o fer cors per a altres artistes, i va formar part d'altres grups que la van consolidar en el panorama musical de Barcelona i del món. Entre els grups en què es va iniciar com a cantant solista hi ha Free Love Makers, La Vella Dixieland-Hot Time o Mujeres.
L'any 1993 va conèixer el dibuixant i pianista Joseph August Tharrats i va entrar a formar part del seu trio de jazz, blues i swing com a solista. El grup, que des d'aquell moment es va anomenar Txell Sust & August Tharrats Trio, va enregistrar quatre discs: Blue Time (1995), Gran Hotel Havana (1997), Non Stop (2003) i Jazz Nature (2017).
El 1998 va editar amb el grup Blue 4 U el single Happy World, que va esdevenir número 1 en vendes durant 5 setmanes a Espanya, i el 1999 el CD The Blue Experience, que conté algunes de les cançons de la banda sonora de la pel·lícula Goomer.
El mateix 1999 va co-escriure, gravar i actuar a l'anunci de Nadal de les caves Freixenet, junt amb Ketama, Montserrat Caballé, Carlos Núñez, etc. Dos anys més tard, es va incorporar a l'equip de la gira El alma al aire d'Alejandro Sanz com a corista i va participar en l'enregistrament del disc i concert Unplugged per a l'MTV, que va obtenir tres premis Grammy. Amb el cantautor espanyol va col·laborar repetidament. Així, el 2004 va tornar al seu equip per la gira No es lo mismo i al 2007 per El Tren de los Momentos. El 2009 seguia als escenaris amb Sanz però aquesta vegada amb la gira Looking for Paradise fins al 2011. El 2017 va participar en el concer Mas es Mas per celebrar els 20 anys de l'edició del disc Mas.
Txell Sust també compon. El 2002 va gravar el seu primer disc en solitari, Txell, amb la discogràfica Vale Music. És un disc que va escriure conjuntament amb el guitarrista i productor Jean Paul Dupeyron.
El 2010 va editar el segon disc en solitari, Ciutadana Universal, amb el seu propi segell discogràfic Pamtumatrack. produït pel baixista, compositor i productor Armand Sabal-Lecco, amb qui a finals del 2006 havia enregistrat quatre videoclips de cançons de Lluís Llach i Maria del Mar Bonet per al programa de poesia Tons del Canal 33.
Va formar part del musical Zoomwatts que es va estrenar al festival de teatre Temporada Alta al 2012.

### Altres col·laboracions
La cantant ha enregistrat anuncis per a les principals agències de publicitat del país, anunciant productes de Baileys, Danone, San Miguel, Estrella Damm, Samsung, Seat, New-Pol, Rondel, Avecrem, entre d'altres.
També ha gravat jingles per a emissores de ràdio com Cadena 100, Europa FM o Catalunya Ràdio, així com cors per a altres artistes com Los Sencillos, La Unión, Chenoa, Amaya Montero o El Sueño de Morfeo, i per programes televisius com Operación Triunfo, Número u o Factor X.